# Nils Bergh
Nils Peter Bergh, född 15 augusti 1911 i Malmö, död 23 februari 2005 i Göteborg, var en svensk läkare.
Bergh, som var son till ingenjör Christian Bergh och Anna Andersson, avlade studentexamen 1930, blev medicine kandidat 1935 och medicine licentiat vid Lunds universitet 1942 samt medicine doktor och docent i thoraxkirurgi i Lund 1953. Han var underläkare på Lunds lasarett och Sahlgrenska sjukhuset 1940–1947, vid thoraxkirurgiska avdelningen på Malmö allmänna sjukhus 1947–1985 samt överläkare vid thoraxkirurgiska kliniken på Sahlgrenska sjukhuset och thoraxkirurgiska avdelningen på Renströmska sjukhuset i Göteborg från 1955. Han skrev Clinical and Experimental Studies in Myasthenia gravis (doktorsavhandling 1953) och andra arbeten i obstetrik-gynekologi, kirurgi och thoraxkirurgi.